# Tapirus
Tapirus é o único gênero da família Tapiridae da ordem Perissodactyla. Habita o continente americano e o Sudeste Asiático, sendo conhecidos popularmente por anta ou tapir. São os maiores mamíferos dos Neotrópicos. Também são os únicos mamíferos neotropicais da ordem Perissodactyla, os ungulados de dedos ímpares. Atualmente, são conhecidas cinco espécies viventes.

## Etimologia
"Anta" originou-se do termo árabe lamta.
Também são conhecidos pelo nome tupi tapir, derivado do original tapi'ira.

## Taxonomia e evolução
O gênero Tapirus foi descrito por Mathurin Jacques Brisson, em 1762. Antes disso, Linnaeus havia considerado as espécies do gênero dentro de Hippopotamus. A família Tapiridae só foi descrita por John Edward Gray em 1821. A espécie tipo considerada, Tapirus terrestris, incluía Tapirus pinchaque. Tapirus bairdii já foi classificado em um gênero a parte, Tapirella, e Tapirus indicus em Acrocodia. Atualmente, todas estão incluídas no gênero Tapirus.
Os primeiros tapirídes, tais como Heptodon, apareceram no Eoceno. Eram muito parecidos com as espécies atuais, mas tinham metade do tamanho e careciam da probóscide. Os primeiros tapirídeos verdadeiros surgiram no Oligoceno. No Mioceno, o até então Miotapirus era indistinguível do atual Tapirus. Tapirídeos asiáticos e americanos divergiram há entre 20 a 30 milhões de anos: os ancestrais das antas migraram para a América do Sul há cerca de 3 milhões de anos, como parte do Grande Intercâmbio Americano. Por muito tempo, as antas eram comuns na América do Norte, se extinguindo há cerca de 10000 anos. T. merriami, T. veroensis, T. copei, e T. californicus se tornaram extintos na América do Norte no Pleistoceno. O "tapir-gigante" Megatapirus sobreviveu até há cerca de 4000 anos, na China.
Estudos moleculares sugerem que a primeira espécie atual a divergir no gênero Tapirus foi Tapirus indicus, há cerca de 9 milhões de anos, seguido por Tapirus bairdii, há cerca de 5 milhões de anos. O clado contendo Tapirus terrestris e Tapirus pinchaque divergiu de Tapirus kabomani há 500 mil anos. Entretanto, T. pinchaque, nesta mesma análise filogenética, torna, o clado de T. terrestris, parafilético.

### Espécies viventes
São conhecidas cinco espécies do gênero, sendo que uma quinta espécie foi descrita em 2013.
| Espécie            | Peso         | Estado na IUCN | Ocorrência                                                                                                  |
| ------------------ | ------------ | -------------- | --- |
| Tapirus bairdii    | 150 – 400 kg | Em perigo      | Belize, Colômbia, Costa Rica, Guatemala, Honduras, México, Nicarágua, Panamá, El Salvador (extinta)         |
| Tapirus indicus    | 250 – 540 kg | Em perigo      | Indonésia (ilha de Sumatra), Malásia, Myanmar, Tailândia                                                    |
| Tapirus kabomani   | 110 kg       | Não avaliada   | Brasil, Colômbia, Guiana Francesa                                                                           |
| Tapirus pinchaque  | 150 – 225 kg | Em perigo      | Bolívia (extinta), Colômbia, Equador, Peru, Venezuela (extinta)                                             |
| Tapirus terrestris | 150 – 320 kg | Vulnerável     | Argentina, Bolívia, Brasil, Colômbia, Equador, Guiana Francesa, Guiana, Paraguai, Peru, Suriname, Venezuela |

## Características
A anta chega a pesar trezentos quilogramas. Tem três dedos nos pés traseiros e um adicional, bem menor, nos dianteiros. Tem uma tromba flexível, preênsil e com pelos, que sente cheiros e umidade. Vive perto de florestas úmidas e rios: toma frequentemente banhos de água e lama para se livrar de carrapatos, moscas e outros parasitas.
Herbívora monogástrica seletiva, come folhas, frutos, brotos, ramos, plantas aquáticas, grama e pasto. Pode ser vista se alimentando até em plantações de cana-de-açúcar, arroz, milho, cacau e melão. Passa quase dez horas por dia forrageando em busca de alimento. De hábitos noturnos, esconde-se de dia na mata, saindo à noite para pastar.
De hábitos solitários, são encontrados juntos apenas durante o acasalamento e a amamentação. A fêmea tem geralmente apenas um filhote, e o casal se separa logo após o acasalamento. A gestação dura de 335 a 439 dias. Os machos marcam território urinando sempre no mesmo lugar. Além disso, a anta tem glândulas faciais que deixam rastro.
Quando ameaçada, mergulha na água ou se esconde na mata. Ao galopar, derruba pequenas árvores, fazendo muito barulho. Nada bem e sobe com eficiência terrenos íngremes. Emite vários sons: o assobio com que o macho atrai a fêmea na época do acasalamento, o guincho estridente que indica medo ou dor, bufa mostrando agressão e produz estalidos.

## Uso pelo homem
A carne da anta é comestível pelo ser humano. Sua pele também pode ser usada como couro (os índios brasileiros, até a chegada dos portugueses, costumavam fabricar escudos feitos com o couro da anta).

### Criação
Atualmente, existem iniciativas isoladas de criação de anta pelo ser humano (criadouros conservacionistas, hotéis fazendas e resorts).

## Ligações externas

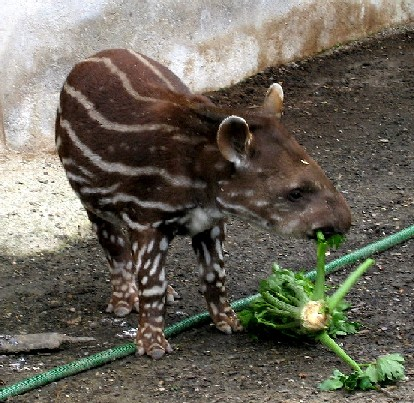
Filhote de anta